# Agaçac (Alta Garona)
Agassac (en occità Agaçac) és un municipi occità de la Gascunya, del departament de l'Alta Garona, a la regió d'Occitània. L'1 de gener del 2022 tenia 117 habitants.